# Karin Donckers
Karin Donckers (Hoogstraten, 28 de mayo de 1971) es una jinete belga que compitió en la modalidad de concurso completo.
Ganó dos medallas de bronce en el Campeonato Europeo de Concurso Completo, en los años 2003 y 2009. Participó en seis Juegos Olímpicos de Verano, entre los años 1992 y 2016, ocupando el cuarto lugar en Barcelona 1992 y el séptimo en Atenas 2004, en la prueba por equipos.

## Palmarés internacional
| Campeonato Europeo | Campeonato Europeo      | Campeonato Europeo | Campeonato Europeo |
| Año                | Lugar                   | Medalla            | Categoría          |
| ------------------ | ----------------------- | ------------------ | ------------------ |
| 2003               | Punchestown (Irlanda)   | Medalla de bronce  | Por equipos        |
| 2009               | Fontainebleau (Francia) | Medalla de bronce  | Por equipos        |